# 会展中心站 (长春市)
会展中心站是位于吉林省长春市南关区的一个轻轨车站，属于长春轨道交通3号线。

## 车站构造
两个侧式月台，为高架车站。

### 月台配置
| 上行 | ■3号线 | 臨河街・孟家屯・宽平桥・长春站方向         |
| 下行 | ■3号线 | 金鑫街・博硕路・净月潭公园・长影世纪城方向 |

## 历史
- 2006年12月26日 - 开通使用。

## 车站周边
- 长春国际会展中心
- 长春经开体育场